# Cerebral synnedsättning
Cerebral synnedsättning även hjärnsynskada eller CVI (cerebral visual impairment) är en synnedsättning som beror på en hjärnskada.
CVI kännetecknas inte av samma besvär som en synskada som har uppstått på grund av en skada eller ett fel i ögat. Hjärnsyskadan uppstår i de flesta fall vid födseln och drabbar framförallt barn som föds för tidigt. Till följd av att fler för tidigt födda räddas varje år har även antalet barn med CVI ökat. Man räknar med att cirka hälften av de barn med synskada som finns i Sverige idag har en cerebral synnedsättning. Även om en cerebral synskada kan leda till en låg synskärpa, skelning eller nystagmus är detta inte de största svårigheterna med CVI. Personer med cerebrala synskador brukar framförallt ha svårt att tolka synintryck. Detta leder till att svårigheter med avståndsbedömning, ansiktsigenkänning och orientering är vanligt förekommande hos personer med CVI.